# 喬莊
喬莊（1934年12月28日—2008年8月4日），本名喬木。上海人，上海美術專科學校畢業（主修油畫）。由於從小就學習繪畫，因此在成為演員之後便有別於其他男演員的文藝氣息。故其戲路不乏是文質彬彬的形象，但在現實生活中卻又有著幾分衝動、叛逆與倔強的性格。

## 從影經歷
1954年遠赴香港，之後便成為長城影業公司的基本演員，主演過《三戀》（1956年）、《大富之家》（1956年）、《日出》（1956年）、《鸞鳳和鳴》（1957年）、《眼兒媚》（1958年）、《王老五之戀》（1959年）等九部電影。1959年10月轉投桃源影業公司，亦曾在邵氏電影公司擔任廣告設計、美工，其中《江山美人》（1959年）的宣傳廣告即出自他的設計。1960年1月與『邵氏』簽約，處女作即為嚴俊導演的《黑夜鎗聲》（1960年）。
1964年，來台灣拍攝《情人石》（1964年）與《山歌姻緣》（1965年），並由此作正式走紅。
《慾燄狂流》（1969年）是在『邵氏』的最後一部電影。該年，與『邵氏』約滿之後，以自由演員身份繼續活耀於影壇，並開始接觸幕後工作，也曾自編自導自演武俠片《劍膽》（1969年）、《八步追魂》（1969年）、《太太懷孕了》（1970年）。然而在拍完《三十六殺手》（1971年）不久後便退出影壇，自此鮮少在公開場合露面。

## 感情世界
其緋聞女友從沒間斷過，但絕大多數都是公司宣傳手法。不過在台灣拍攝《寒煙翠》期間，導演嚴俊的牽線下，結識某飯店老闆的二女兒。當時，她還是一位正就讀台北實踐家政學校二年級（現實踐大學）的許小姐。但因女方父親要求喬莊能改行做生意，喬莊為此而深感煩惱。故婚期一延再延，然而就在許小姐畢業後，兩人於1970年底步入禮堂，婚後喬莊淡出影劇圈，不再涉足娛樂界。

## 電影
- 演員
  - 三戀 (1956)
  - 逆旅風雲 (1957)
  - 金美人 (1959)
  - 王老五之戀 (1959)
  - 黑夜鎗聲 (1960)
  - 桃色風雲 (1960)
  - 儂本多情 (1961)
  - 盲目的愛情 (1961)
  - 花田錯 (1962)
  - 武則天 (1963) 飾 太子
  - 第二春 (1963)
  - 情人石 (1964)
  - 山歌姻緣 (1964) 飾 李春陽
  - 文素臣 (1966)
  - 歡樂青春 (1966)
  - 蘭姨 (1967)
  - 斷腸劍 (1967)
  - 明日之歌 (1967) 飾 蔣松平
  - 七俠五義 (1967)
  - 寒煙翠 (1968) 飾 章凌風
  - 慾焰狂流 (1969)  飾 林大衛
  - 八步追魂 (1969)
  - 劍膽 (1969)
  - 太太懷孕了 (1970)
  - 斷腸劍 (1970)
  - 三十六殺手 (1971)

- 編劇
  - 八步追魂 (1969)
  - 劍膽 (1969)
  - 太太懷孕了 (1970)
  - 三十六殺手 (1971)

- 導演
  - 八步追魂 (1969)
  - 劍膽 (1969)
  - 太太懷孕了 (1970)
  - 三十六殺手 (1971)